# Ugovizza

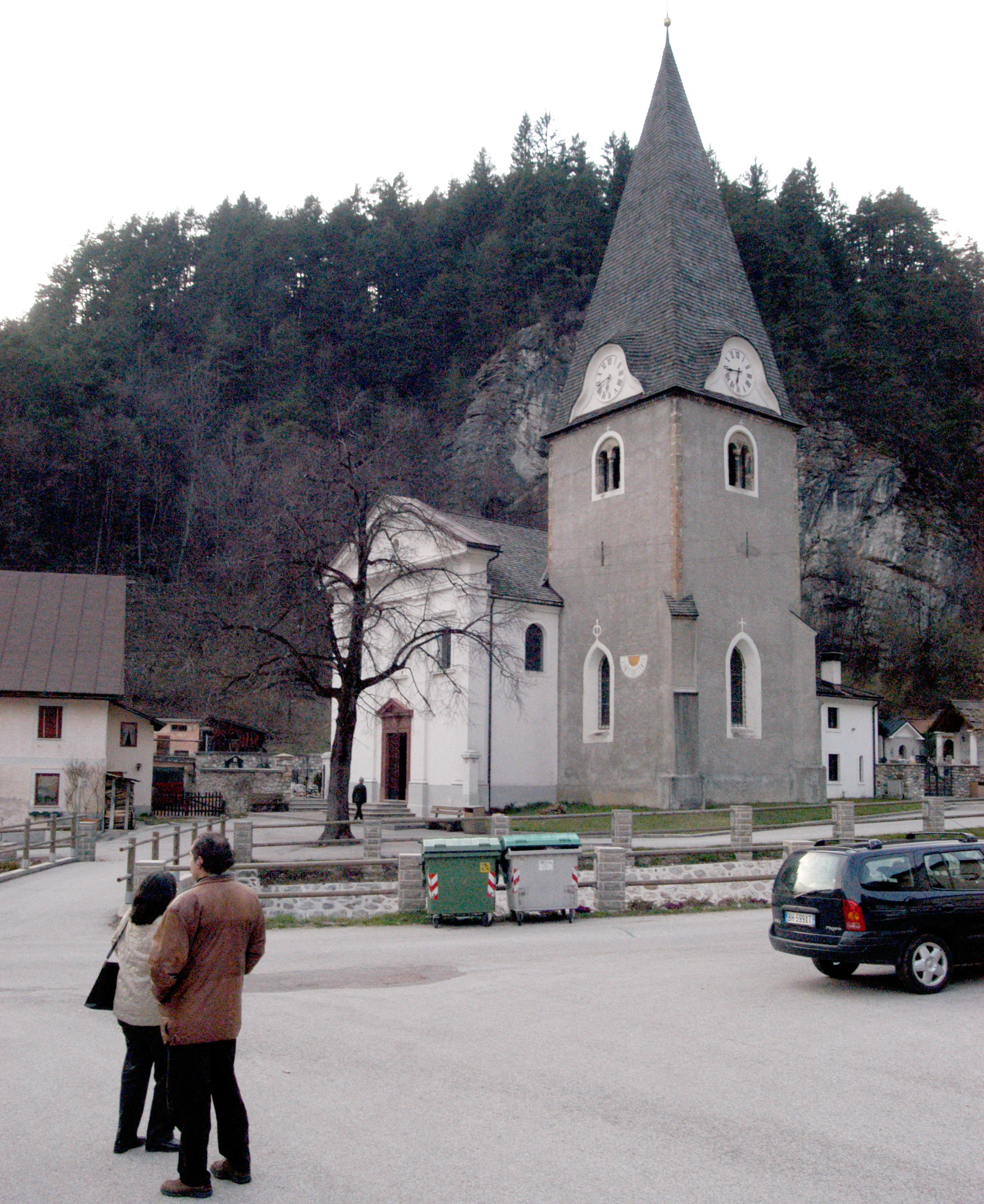
Kirche mit Turm vor dem 29. August 2003

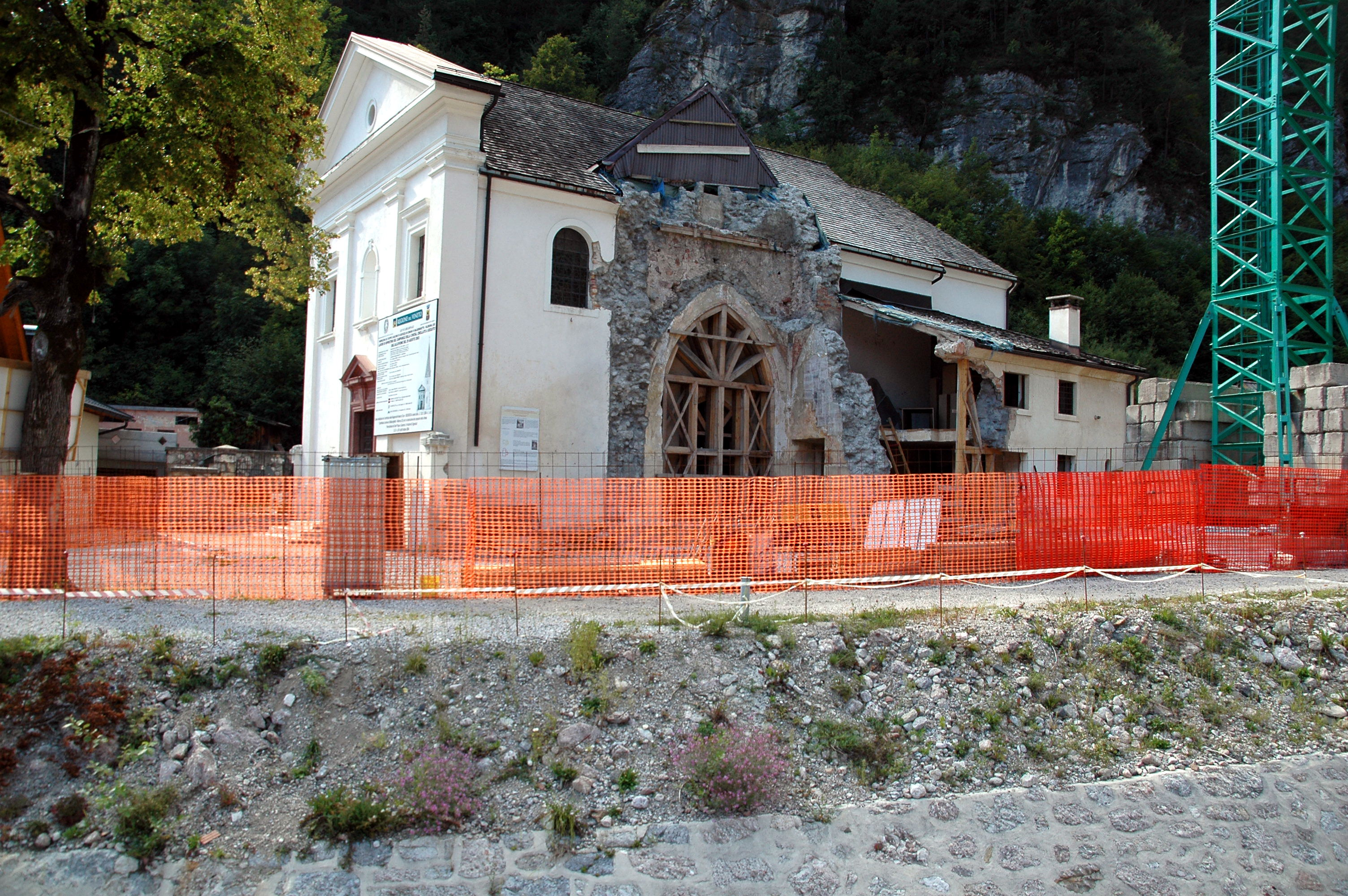
Kirche ohne Turm nach dem 29. August 2003

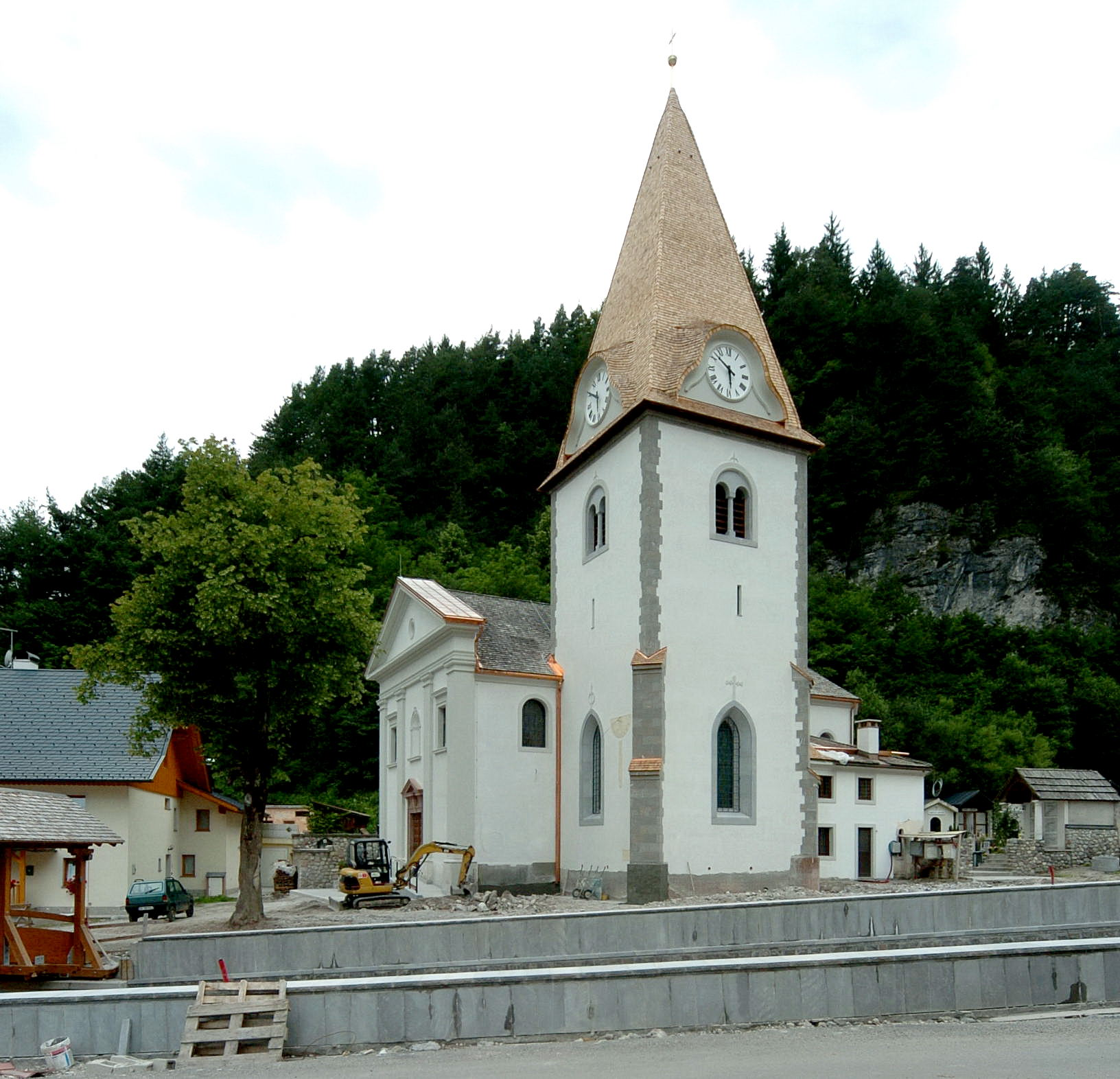
Rekonstruierter Kirchturm in Ugovizza

Ugovizza (deutsch: Uggowitz, slowenisch: Ukve) ist in Malborghetto Valbruna   eine Ortschaft im Kanaltal, 9 km westlich von Tarvis. Sie liegt auf 775 m Seehöhe.

## Lage
Ugovizza ist ein Ortsteil der Gemeinde Malborghetto Valbruna.
Fast in der Mitte des Kanaltales, dort wo der Fellafluss die Wasser des Uggowitzer Grabens aufnimmt, liegt diese alte Siedlung.

## Namensbildung
Den Namen hat der Ort vom Uqvebach, der mit seinen Zuflüssen Filza und Rauna das großräumige, wiesenreiche Becken der Uggowitzer Alm bildet.

## Ökonomie
Ganz im Norden, an der Grenze zum Gailtal, steht der Starhand, der Oisternig und der Achomitzer Berg. Darunter beginnen sonnige, begraste Hänge der Almen und zwischen 1000 und 1500 m Seehöhe wird ein dichter Wald immer wieder von üppigen Wiesen unterbrochen. Dort betreiben die Uggowitzer Rinder- und Schafzucht und ernten die Weiden ab. Heute noch wird intensive Landwirtschaft betrieben; Käse und Schotten werden in einer Latteria im Ort verkauft.
Im Sommer war die Uggowitzer Alm belebt. Fast die gesamte Bevölkerung zog zum Heumachen in das Hochtal. In den früheren Jahrhunderten fand die Bevölkerung als Holzknechte, Köhler und Bergleute einen Nebenerwerb. Am Kukberg wurde Eisenerz abgebaut und verhüttet.

## Bevölkerung
Noch bis zur Option 1939 wohnten in dieser einst selbstständigen Gemeinde beinahe 600 Menschen. 1995 hatte der Ort etwa 400 Einwohner.

## Sprache
Die Bevölkerung sprach vorwiegend Slowenisch. Deutsch wurde ebenso verstanden. Heute ist Italienisch die vorherrschende Sprache, obschon in den Werkstätten und kleinen Betrieben entlang der Strada Statale 13 durchaus Slowenisch und Deutsch als Umgangssprache weiterlebt. In Ugovizza gibt es den slowenischen Kulturverein Planika und Ugovizza verfügt über eine eigene Frauentracht. Die Kommandosprache der Freiwilligen Feuerwehr Ugovizza ist Deutsch.

## Kirche und Sehenswürdigkeiten

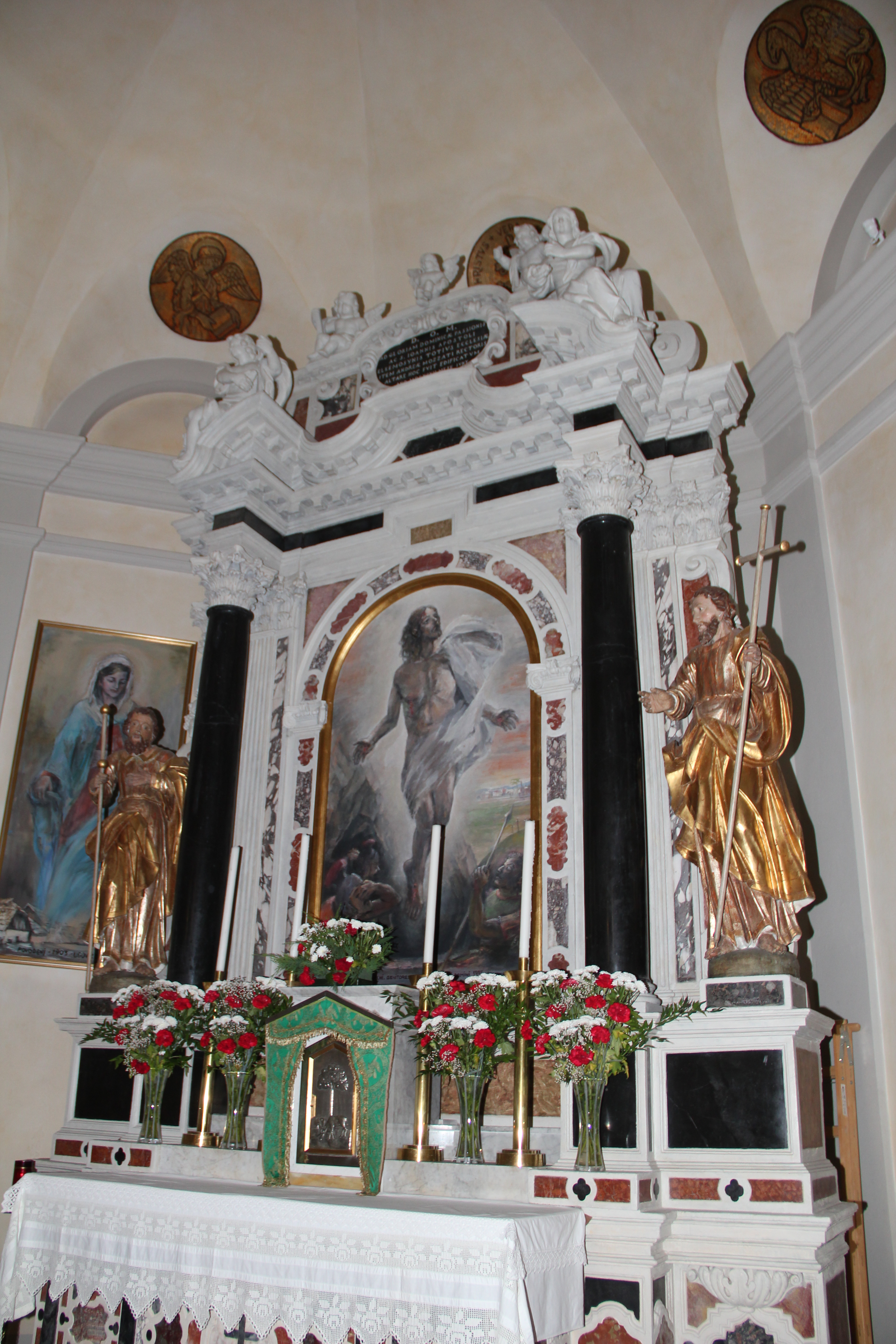
Hochaltar in der Pfarrkirche von Ugovizza

Die Kirche ist den Heiligen Philip und Jakob geweiht und wurde 1280 vom Bischof von Leiningen gestiftet. Sie war bis zum Jahre der Suppression von Aquileia Mutterkirche für Leopoldskirchen und Pontafel. Die Pfarren kamen 1781 zur Diözese Gurk und im Jahre 1933 zu Udine.
Die Ugowitzer hatten zur Zeit der Reformation einige Schwierigkeiten mit ihren Priestern. Sie pochten auf ihr verbrieftes Recht (Juspatronats) für die Wahl ihres Geistlichen. Im Jahre 1594 bekamen sie nicht ihren erwünschten Pfarrer, da trieben sie den für sie bestellten Geistlichen mit Gewalt aus der Kirche.
Beim Ortsbeginn von Ugovizza, aus Tarvis kommend am rechten Straßenrand der SS 13, steht sehr nahe der Straße ein 2012 vom Kanaltaler Kulturverein saniertes Denkmal von Kaiser Karl I. Der Kulturverein legt viel Wert auf die Gedenkstätte, weil Kaiser Karl I. gleich drei Mal im Kanaltal gewesen ist. Der erste Besuch als Erzherzog Karl fand am 22. Juni 1915 zu einer Frontbesichtigung und Inspektion der 10. Armee statt, was auch Anlass für die Errichtung des Denkmals am Fuße des Berges Obuas war. Der Erzherzog erlebte am Platz des heutigen Denkmals einen heftigen Artillerieangriff der Italiener mit, wobei vermutet wird, dass sein Besuch den Italienern bekannt war und der Angriff ihm galt. Am 4. Juni und 8. November 1917 besuchte er das Kanaltal als Kaiser.

## Katastrophen
Ugovizza wurde innerhalb von hundert Jahren von zwei Katastrophen heimgesucht: Am 13. September 1903 und 29. August 2003 stürzten infolge starker Regengüsse enorme Wassermengen vermischt mit Stein-, Schlamm- und Geröllmassen durch die enge Schlucht des Wildbachs Uqua und verheerten den Ort. Im Jahr 2003 war die Mure so heftig, dass der Turm der Pfarrkirche zur Gänze weggerissen und in die Fella gespült wurde. Auch die am Sturzbach liegenden Häuser wurden durch die Vermurung und Überschwemmung derart stark in Mitleidenschaft gezogen, dass sie fürs Erste unbewohnbar wurden. Feuerwehren aus Bamberg (Deutschland) und Villach (Österreich) waren im Einsatz. Die Kirche mit Turm wurde bis 2007 wiedererrichtet.